# Kaptajn (transport)
 For alternative betydninger, se Kaptajn. (Se også artikler, som begynder med Kaptajn)
Kaptajn ((latin): caput for 'hoved') benævner den person, der har ansvaret for et fartøj (skib, rumskib, luftskib eller fly), i daglig tale skipper. På større fartøjer rangerer kaptajnen som øverste officer i besætningen.